# Bulgarisches Luftfahrtmuseum

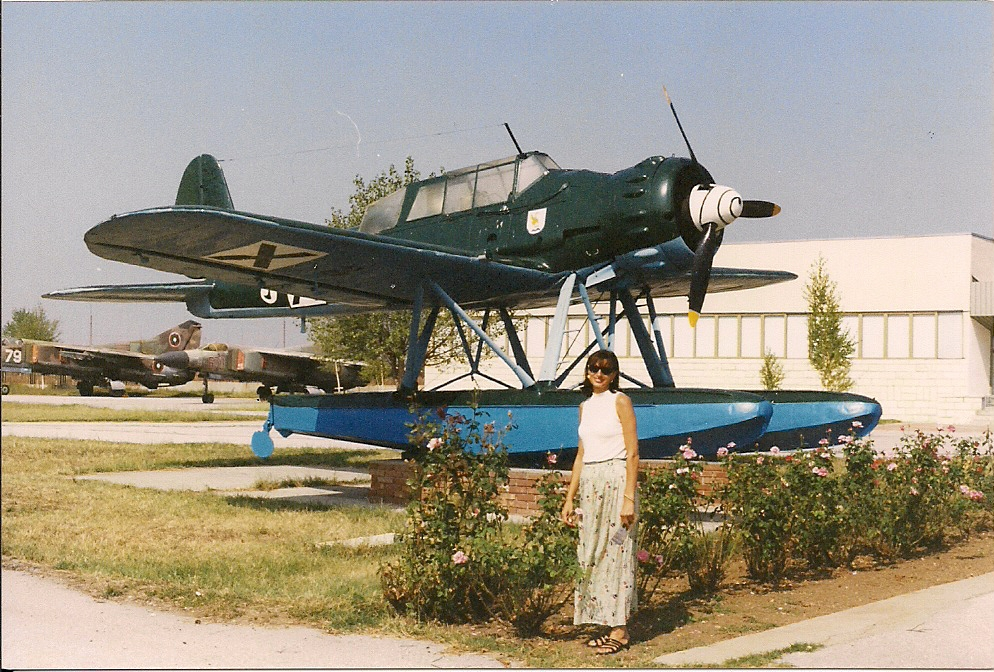
Hauptattraktion – die einzige originale Ar 196 in Europa

Das bulgarische Luftfahrtmuseum befindet sich in direkter Nähe des Flughafens Plowdiw im Dorf Kumanowo, etwa zwölf Kilometer von Plowdiw entfernt. Es besteht aus zwei Hallen und einer Ausstellungsfreifläche. Das Museum ist das einzige seiner Art in Bulgarien und besitzt 60 Flugzeuge sowie mehr als 2.800 andere Exponate.
Das Museum wurde am 21. September 1991 von Oberst Jorgo Keranow gegründet. Es gehört organisatorisch zum bulgarischen Nationalen Militärgeschichtlichen Museum in Sofia.

## Exponate
Erste Versuche ein Luftfahrtmuseum in Bulgarien einzurichten wurden schon nach dem Ende des Ersten Weltkrieges unternommen, scheiterten aber immer wieder an den Umständen. Dabei gingen auch wertvolle Ausstellungsstücke verloren, so durften nach dem Frieden von  Neuilly-sur-Seine vom 27. November 1919 keine Kampfflugzeuge für museale Zwecke eingelagert, sondern mussten verschrottet werden. Auch nach dem Zweiten Weltkrieg eingelagerte Stücke wie Bf 109, Ju 87, und Ju 52 gingen verloren, da die Hangars für andere Zwecke benötigt wurden. Auch die heutige Situation ist nicht viel anders, wenn man sich die auf dem Freigelände abgestellten Maschinen ansieht, siehe Galerie.
In der ersten Ausstellungshalle sind Dokumente, Uniformen, Trophäen und Fotos zu sehen, ebenso das mit verstellbaren  Tragflächen ausgestattete älteste bulgarische Flugzeug, das 1912 von Georgi Boschinow zum Patent angemeldet und von ihm in den Jahren 1916 bis 1926 unter schwierigen Bedingungen gebaut wurde. Die zweite Halle beherbergt Modelle der Flugzeuge und Helikopter, die von der bulgarischen Luftwaffe geflogen wurden und werden, sowie die Sojus-Landekapsel, mit der Georgi Iwanow, der erste bulgarische Kosmonaut, 1979 ins All gelangte. Auf dem Außengelände sind 70 Militär-, Sport-, Landwirtschafts- und Transportflugzeuge und Hubschrauber ausgestellt, darunter eine deutsche Arado Ar 196, die im Zweiten Weltkrieg zum Einsatz kam.

## Galerie

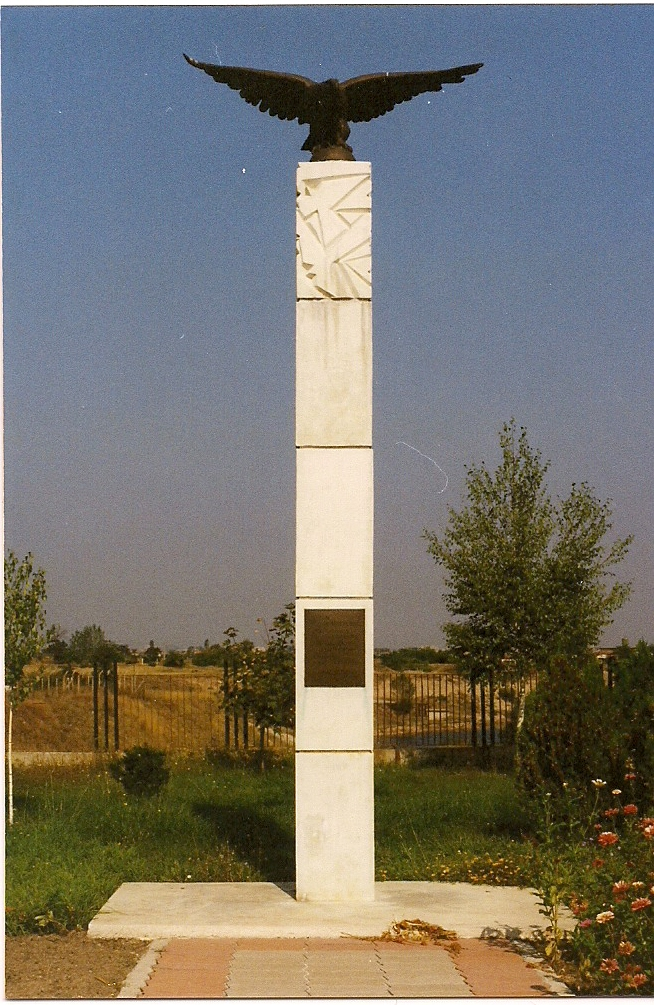
Stele mit Luftwaffen Adler am Eingang
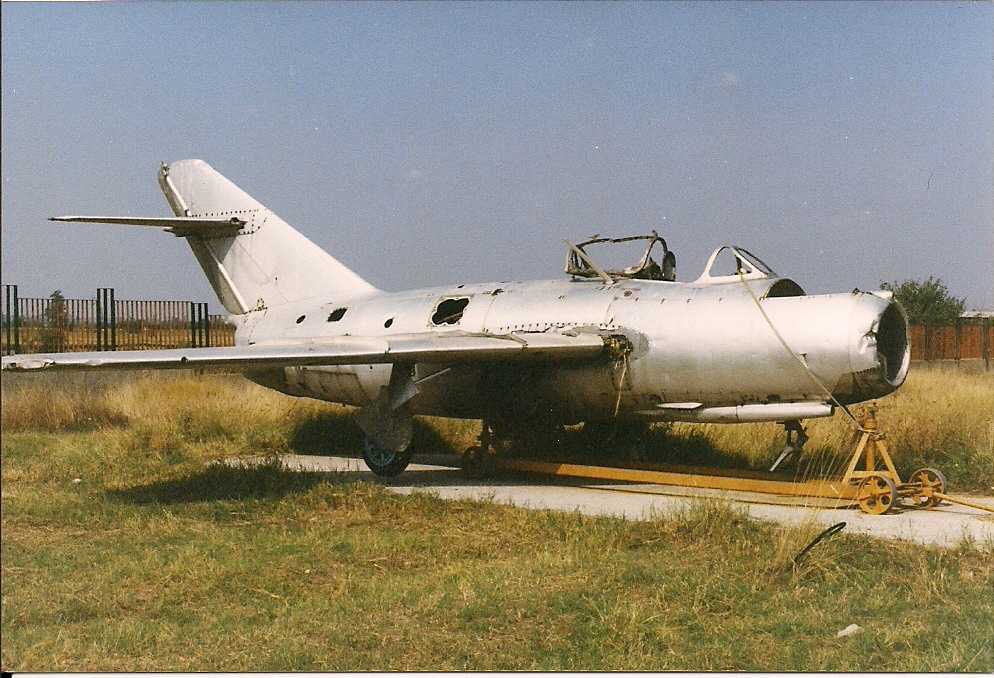
Jagdflugzeug MiG-15
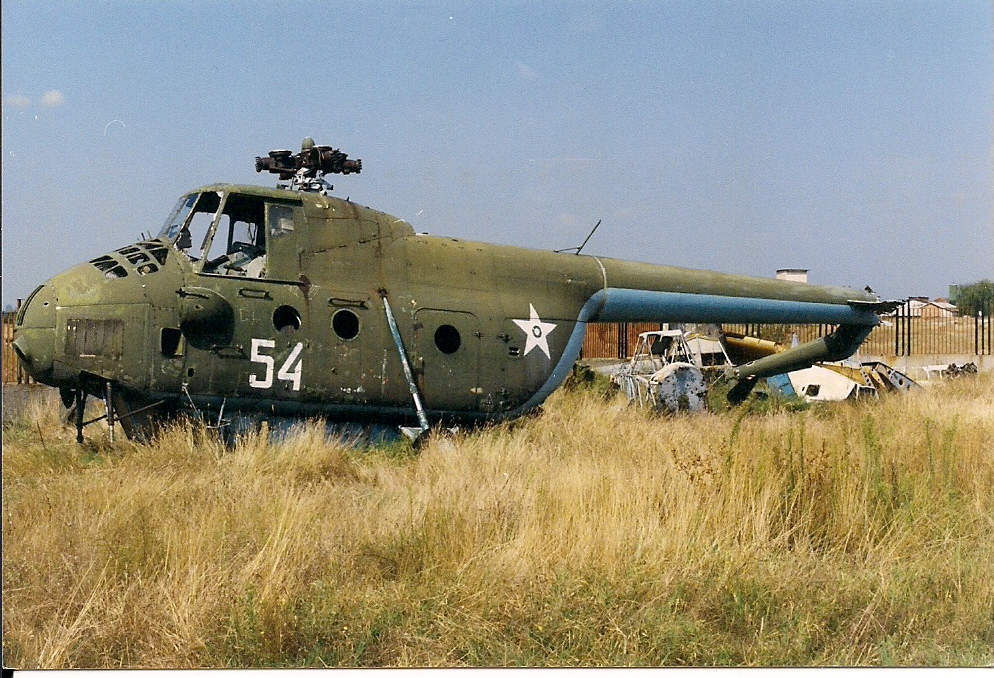
Transporthubschrauber Mi-4
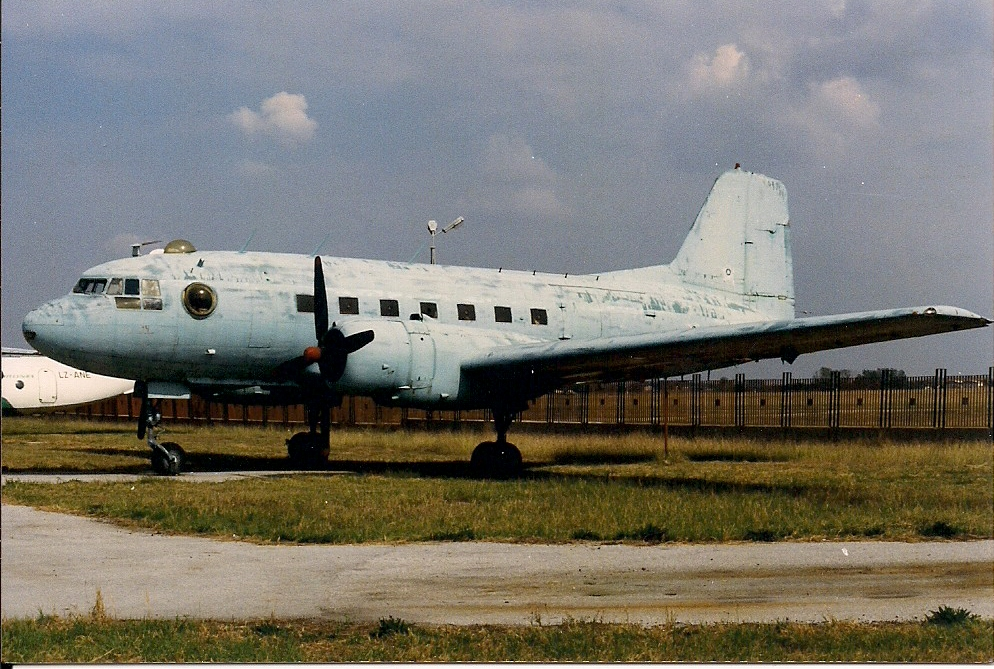
Transportflugzeug IL-14
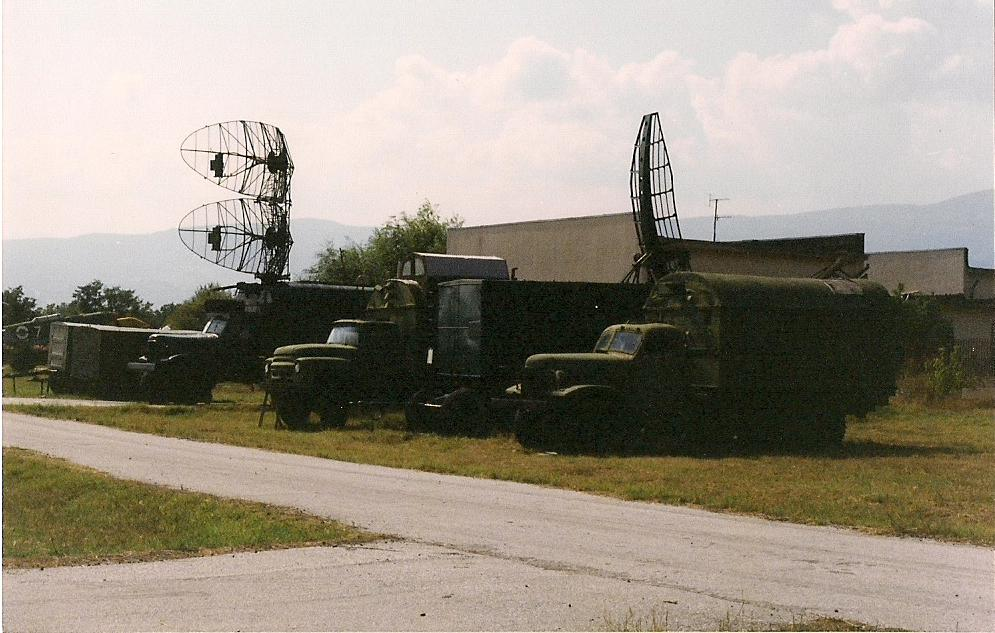
Radargeräte P-15
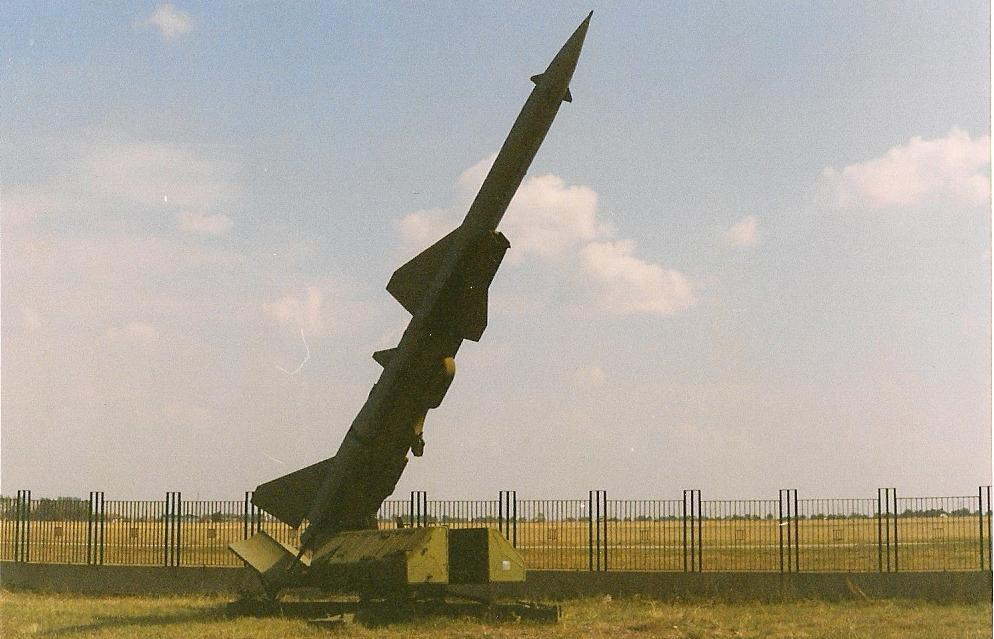
Fla-Rakete S-75